# Municipio de San Andrés Paxtlán
El municipio de San Andrés Paxtlán (del náhuatl: paxtle, tlan ‘musgo, lugar’‘Lugar de musgos’) es uno de los 570 municipios que conforman al estado de Oaxaca, México. Pertenece al distrito de Miahuatlán, dentro de la región sierra sur. Su cabecera es la localidad de San Andrés Paxtlán.

## Geografía
El municipio se localiza en el sur del estado de Oaxaca, formando parte del distrito de Miahuatlán en la región Sierra Sur. Tiene una extensión territorial de 57 279 kilómetros cuadrados que representan el 0.06 % de la extensión total del estado. Sus coordenadas geográficas extremas son 16° 10′ - 16°16′ de latitud norte y 96°28′ - 96°36′ de longitud oeste, su altitud va de 1500 a 2800 metros sobre el nivel del mar.
Limita al norte con el municipio de Miahuatlán, al noreste con el municipio de San José del Peñasco y al este con el municipio de San Sebastián Río Hondo; al sur con el municipio de San Mateo Río Hondo, al suroeste con el municipio de Santa Lucía Miahuatlán y al oeste con el municipio de Santo Tomás Tamazulapan.

## Demografía
La población total del municipio de San Andrés Paxtlán de acuerdo con el Censo de Población y Vivienda realizado en 2010 por el Instituto Nacional de Estadística y Geografía, es de 3 990 habitantes, de los que 1 970 son hombres y 2 020 son mujeres. El 65% de la población habla la lengua zapoteca.
La densidad de población asciende a un total de 69.66 personas por kilómetro cuadrado.

### Localidades
El municipio se encuentra formado por 18 localidades, las principales y su población de acuerdo al censo de 2010 son:
| Localidad                        | Población |
| Total Municipio                  | 3 990     |
| San Andrés Paxtlán               | 1 196     |
| El Portillo Paxtlán (San Andrés) | 488       |
| La Venta                         | 468       |
| El Carrizal                      | 423       |
| La Ciénega                       | 368       |

## Política
El gobierno del municipio de San Andrés Paxtlán se rige por principio de usos y costumbres que se encuentra vigente en un total de 424 municipios del estado de Oaxaca y en las cuales la elección de autoridades se realiza mediante las tradiciones locales y sin la intervención de los partidos políticos. 
El ayuntamiento de San Andrés Paxtlán está integrado por el presidente municipal, un síndico y el cabildo integrado por cinco regidores.

### Representación legislativa
Para la elección de diputados locales al Congreso de Oaxaca y de diputados federales a la Cámara de Diputados federal, el municipio de San Andrés Paxtlán se encuentra integrado en los siguientes distritos electorales:
Local:
- Distrito electoral local de w4 de Oaxaca con cabecera en Miahuatlán de Porfirio Díaz.[5]

Federal:
- Distrito electoral federal 10 de Oaxaca con cabecera en Miahuatlán de Porfirio Díaz.[6]